# Dragons de la Garde impériale
Vous lisez un « article de qualité » labellisé en 2016.  Il fait partie d'un « bon thème ».
Pour le régiment russe, voir Régiment des dragons de la garde.
Le régiment de dragons de la Garde impériale est une unité de cavalerie lourde française créée le 15 avril 1806 par Napoléon Ier. En service dans la cavalerie de la Garde impériale jusqu'à sa dissolution en 1815, ce régiment porte aussi le nom de « dragons de l’Impératrice » en hommage à sa marraine, Joséphine de Beauharnais. Sous l'Empire, les dragons forment, avec les grenadiers à cheval, la brigade de cavalerie lourde de la Garde impériale.
L'Empereur, satisfait du comportement des dragons de la ligne lors de la campagne d'Allemagne de 1805, décrète la mise sur pied d'un régiment de dragons au sein de sa Garde impériale. Il en confie le commandement à l'un de ses cousins, le colonel Arrighi de Casanova. Les difficultés d'organisation font que le corps n'est que très peu engagé pendant la campagne de Pologne. Étoffé, il prend ensuite la route de l'Espagne et s'illustre à Medina de Rioseco, avant de repartir pour l'Autriche où il prend part à la bataille de Wagram. De 1810 à 1811, c'est encore en Espagne que ce régiment est engagé. Les dragons quittent définitivement ce pays en 1812 au début de la campagne de Russie. Ils s'y battent contre les cosaques à Bourzowo, sauvent Napoléon à Gorodnia et couvrent le passage de l'armée à la Bérézina. À Leipzig et Hanau, le régiment se mesure avec succès à la cavalerie coalisée.
En 1814, lors de la bataille de Montmirail, les dragons de la Garde, guidés par Dautancourt et Letort, disloquent les carrés russes — « mes dragons ont accompli des miracles » écrit l'Empereur — puis s'emparent de dix-huit canons lors d'une charge à Saint-Dizier, le 26 mars. La Première Restauration conserve les dragons de l'Impératrice sous le nom de Corps royal des dragons de France. En 1815, pendant les Cent-Jours, les dragons de la Garde retrouvent leur organisation antérieure et participent à la campagne de Belgique. Ils perdent leur chef Letort à Gilly et prennent part aux charges de la cavalerie française à Waterloo, face aux carrés britanniques. Après avoir ferraillé dans toute l'Europe neuf années durant, le régiment des dragons de la Garde est dispersé après la seconde abdication de Napoléon et le retour des Bourbons.
L'uniforme du régiment est, dans ses grandes lignes, celui des grenadiers à cheval, à la différence notable du casque et de la distinctive verte. Chez les trompettes, la tenue est bleue à revers blancs de 1806 à 1810, puis blanche à revers bleus jusqu'en 1815. L'abandon du port de la queue et des cheveux poudrés, jugés dépassés par le colonel Arrighi de Casanova soucieux de commander à une troupe moderne, vaut aux dragons le surnom de « muscadins ».

## Organisation

### Création

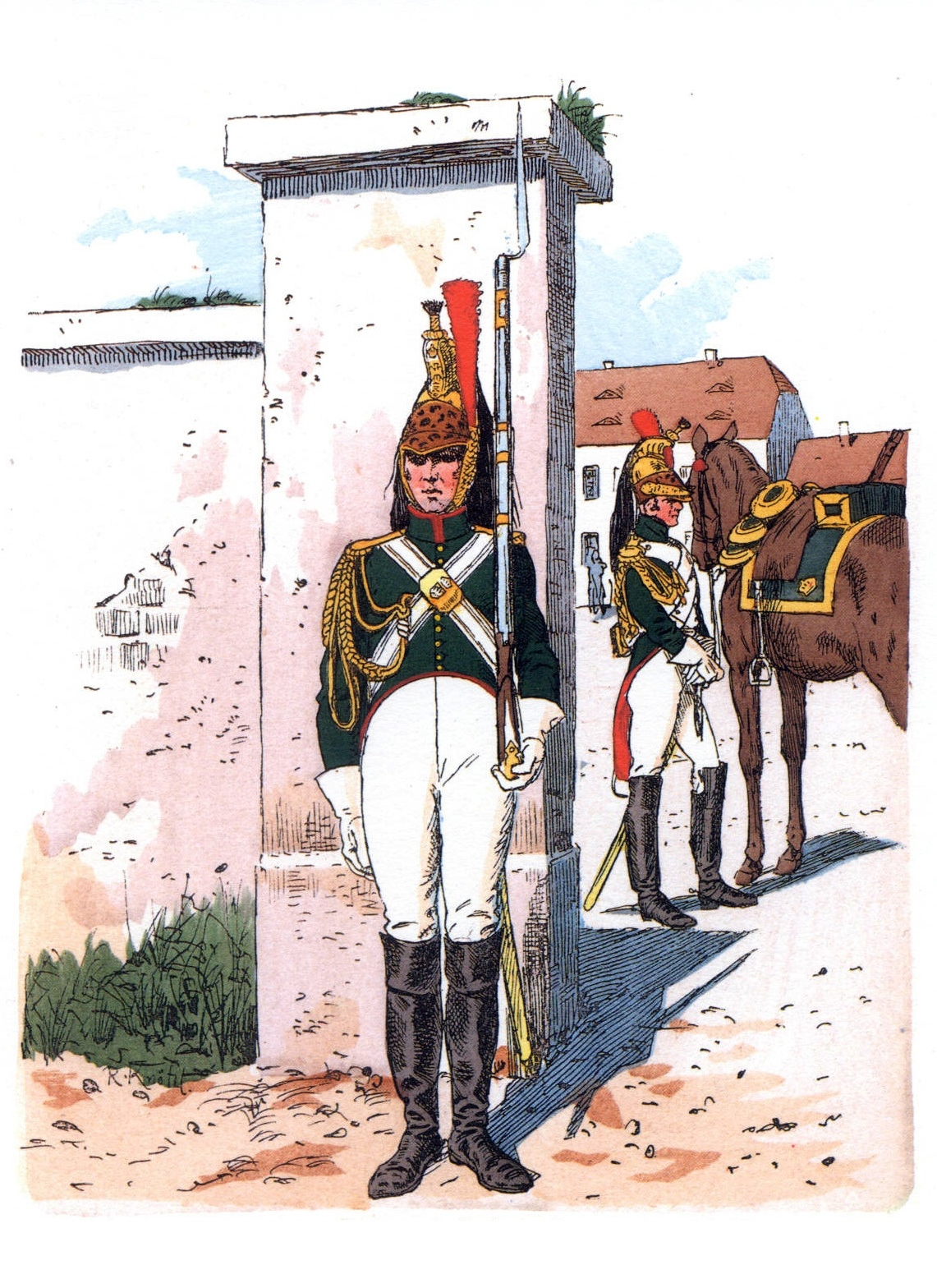
Dragons de la Garde impériale en surtout et grande tenue, 1806. Planche 38 du volume VIII de la série Uniformenkunde, par Richard Knötel.

Le 15 avril 1806, un décret de Napoléon Ier donne naissance aux dragons de la Garde impériale. C'est après avoir vu les régiments de dragons de la ligne s'illustrer lors de la campagne d'Allemagne de 1805 que l'Empereur décide d'adjoindre à sa Garde un régiment de dragons. Selon Prévost, ces derniers devaient dans l'esprit du souverain « entrer dans la Garde pour épauler sa cavalerie légère », les dragons étant par tradition capable de combattre aussi bien à pied qu'à cheval. À la même époque, un régiment de dragons existe au sein de la Garde royale italienne, ce qui a peut-être pesé dans la décision de Napoléon. Les articles 17 et 18 du décret stipulent : « Il sera créé un régiment de dragons de la Garde. Ce régiment sera organisé comme les grenadiers et les chasseurs. […] À cet effet, chacun des régiments de dragons de la ligne fournira cette année, pour la formation des dragons de la Garde, 12 hommes ayant 10 ans de service ». Les recrues doivent être de belle prestance et mesurer 1,73 m. Les officiers sont nommés directement par Napoléon, les sous-officiers étant quant à eux fournis par la cavalerie de la Garde.
Le régiment est théoriquement organisé en un état-major, quatre escadrons de Vieille Garde et un escadron de vélites. Chaque escadron est divisé en deux compagnies, fortes chacune d'un capitaine, un lieutenant en premier, 2 lieutenants en second, un maréchal des logis-chef, 8 maréchaux des logis, un fourrier, 10 brigadiers, 96 dragons, 3 trompettes et 2 maréchaux-ferrants, pour un total de 125 hommes. Les deux compagnies de vélites et deux escadrons de dragons sont d'abord constitués, les premiers grâce aux vélites fournis par les grenadiers et les chasseurs à cheval, les seconds à la suite de l'arrivée des dragons en provenance de la ligne. En juillet 1806, l'effectif atteint 874 hommes dont 60 officiers, installés rue de Grenelle à la caserne des Carmélites. Depuis le 19 mai, le commandant du corps est le colonel Jean-Thomas Arrighi de Casanova, cousin de Napoléon et colonel du 1er régiment de dragons.
En 1807, l'organisation et le renforcement des escadrons se poursuivent. Napoléon doit faire appel à tous les régiments de cavalerie de l'armée impériale, en leur ordonnant de sélectionner pour la Garde les soldats forts de quatre ans de service et s'étant distingués à Austerlitz et Iéna. En outre, 59 membres de la gendarmerie d'ordonnance qui vient d'être dissoute sont reversés dans les dragons. Au mois de décembre, le régiment est enfin au complet : cinq escadrons, 80 officiers, 28 musiciens et 1 296 hommes sont sous les rangs. Alors que Napoléon présente le régiment à son épouse Joséphine de Beauharnais, cette dernière se propose d'en être la marraine. Les dragons de la Garde impériale acquièrent ainsi le surnom de « Dragons de l'Impératrice ».

### Évolution des effectifs et de l'organisation

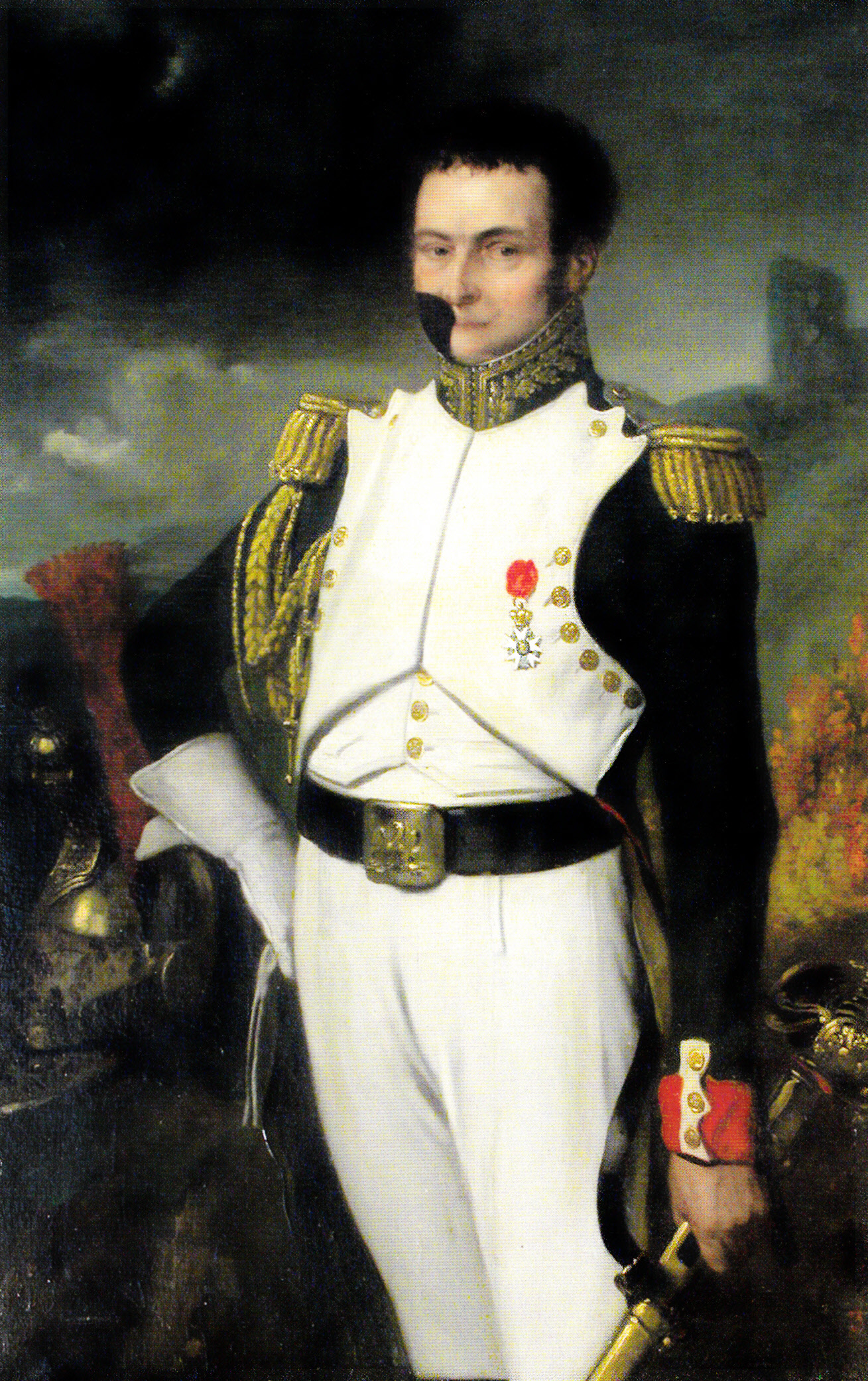
Le major Pierre Alexis de Pinteville. En novembre 1813, il commande les deux escadrons de dragons de la Jeune Garde rattachés à la division d'Ornano.

L'organisation du corps reste inchangée jusqu'en juillet 1811, date à laquelle l'Empereur ordonne qu'il ne sera plus recruté de vélites pour les grenadiers, dragons et chasseurs à cheval de la Garde. L'escadron des vélites-dragons est finalement supprimé le 1er janvier 1812 et ses éléments incorporés dans les escadrons de Vieille Garde ou dans la cavalerie de la ligne. L'effectif, qui totalise 80 officiers et 1 210 cavaliers en août 1811, est retombé à 64 officiers et 1 022 hommes au début de la campagne de Russie, en juin 1812. Décimés, les dragons de l'Impératrice sont rapidement reformés au mois de janvier 1813, sous la forme de six escadrons forts de 91 officiers et 1 537 hommes. Cette fois, le régiment mixe quatre escadrons de Vieille Garde et deux de Jeune Garde, parmi lesquels le 6e qui prend le nom de « seconds dragons ». Cet escadron est reversé au reste du corps lors de l'armistice de Pleiswitz.
En novembre 1813, la cavalerie de la Garde impériale est dirigée par le général Étienne Marie Antoine Champion de Nansouty avec 7 958 hommes à l'effectif, gardes d'honneur compris. Letort et ses 473 dragons de la Vieille Garde figurent au sein de la 3e division de cavalerie de la Garde du général Walther. Les deux escadrons de Jeune Garde commandés par le major Pinteville, forts de 292 hommes, sont rattachés pour leur part à la 1re division du comte d'Ornano. Le 9 décembre 1813, le corps se voit adjoindre le 2e régiment des éclaireurs de la Garde impériale. Lors des prémices de la campagne de France à la fin janvier 1814, les six escadrons des dragons se trouvent rassemblés dans la 2e division de cavalerie de la Garde aux ordres du maréchal Édouard Mortier,. Dans le même temps, un détachement de 460 dragons de la Vieille Garde venu de Paris est placé sous les ordres du général Lefebvre-Desnouettes qui commande la cavalerie de la Garde attachée au corps du maréchal Ney.
Le 11 février, lors de la bataille de Montmirail, la cavalerie de la Garde aligne trois divisions sous Nansouty : la 2e du général Levesque de Laferrière comprend les deux escadrons de dragons de la Jeune Garde dirigés par le général Letort, soit 260 hommes ; la 3e, sous le commandement du général Guyot, compte quant à elle dans ses rangs les dragons de la Vieille Garde — quatre escadrons, 406 hommes — attachés à la brigade Dautancourt. Quelques jours plus tard, le régiment est réuni au complet dans la 2e division aux côtés des lanciers et des éclaireurs polonais. Les états de situation du 15 mars 1814 indiquent que les 500 dragons de l'Impératrice, conjointement avec leurs camarades éclaireurs du 2e régiment, forment une brigade de la division Exelmans. Au soir du premier jour de la bataille d'Arcis-sur-Aube, la cavalerie de la Garde commandée par Sébastiani est rejointe par la colonne de marche du général Lefebvre-Desnouettes, soit un renfort de 1 485 hommes dont 260 dragons de la Garde.

### Des Cent-Jours à la dissolution

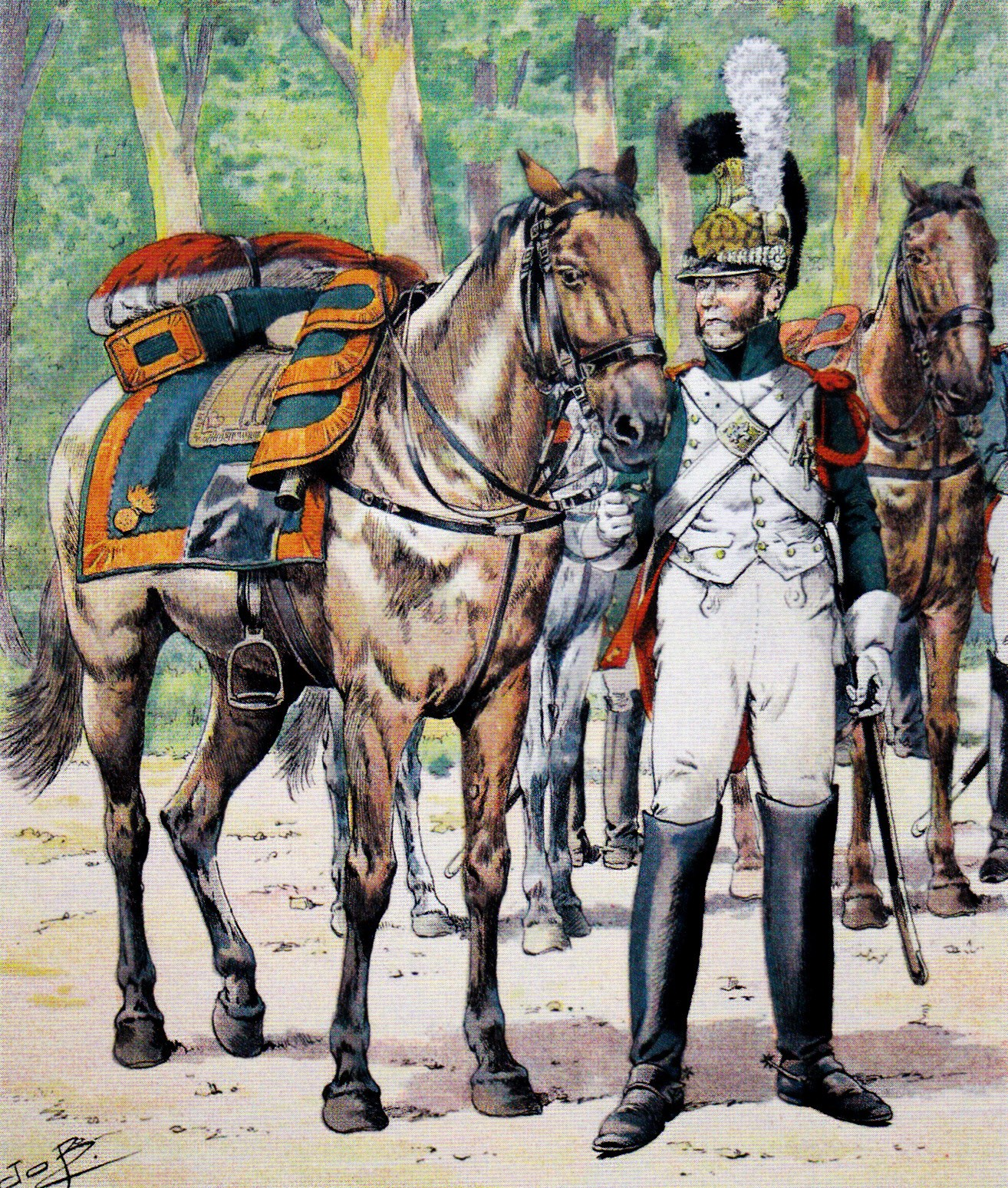
Cavalier du corps royal des dragons de France. Illustration de Job.

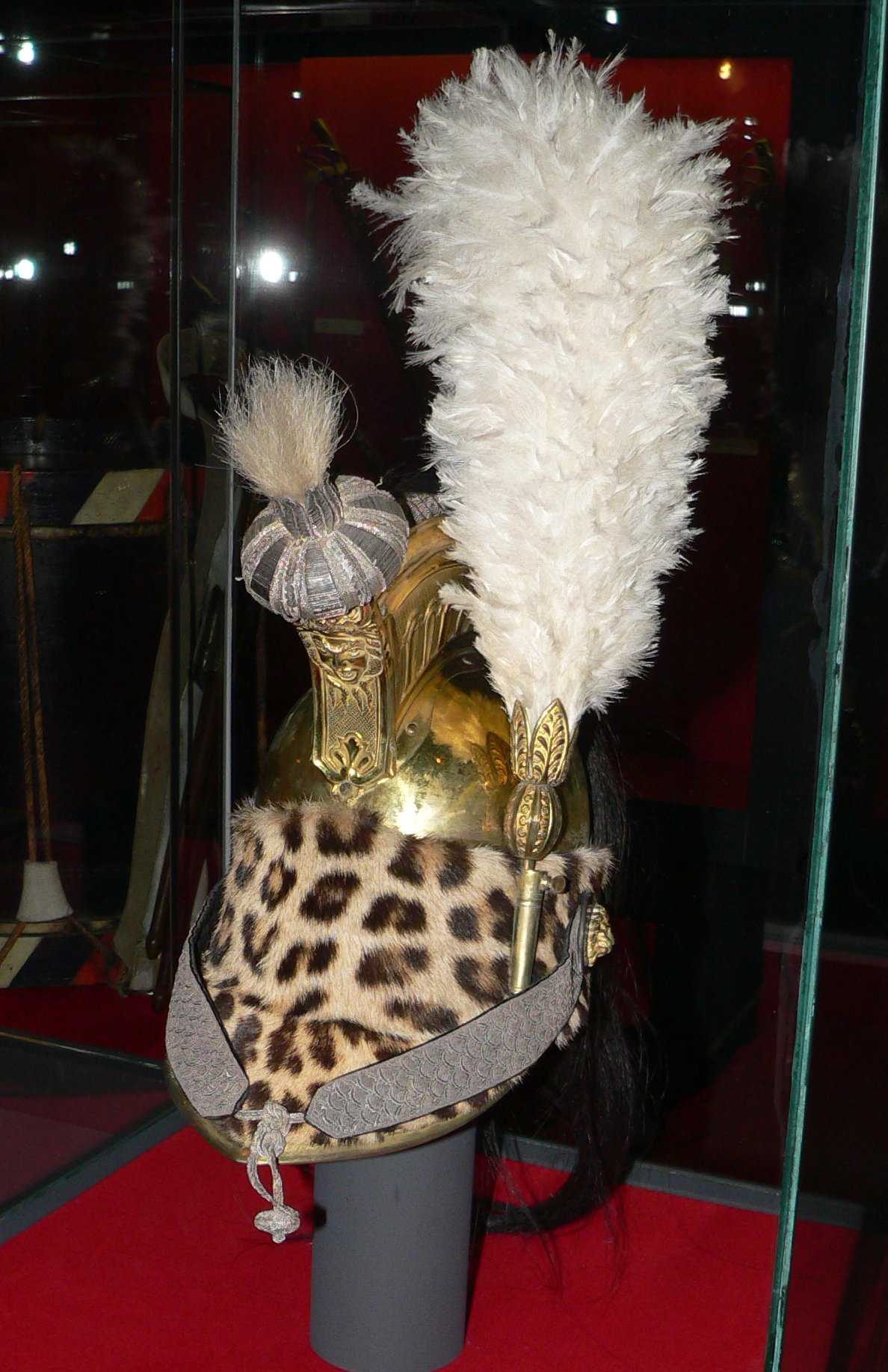
Casque d'officier du corps royal des dragons de France.

Lors de la Première Restauration, le régiment est transformé en « Corps royal des dragons de France » à quatre escadrons, avec quartiers à Tours. Au retour de Napoléon pendant les Cent-Jours, le régiment reprend rang dans la Garde impériale. D'après le registre-matricule, l'organisation est arrêtée à quatre escadrons alignant au complet 50 officiers et 779 hommes. La remonte est assurée par 969 chevaux, parmi lesquels 227 sont réservés pour les officiers.

« Le dossier des Dragons de la Garde formation de 1815 que conserve le SHD est malheureusement peu fourni […]. Les péripéties de l'organisation du régiment sous les auspices de Letort et du Colonel Hoffmayer restent donc, dans leurs détails, inconnues à ce jour. Un état de situation au 1er juin 1815, heureusement conservé, permet en tout cas de constater que le régiment avait été parfaitement réorganisé à l'orée de la campagne qui allait s'ouvrir, à quatre escadrons supérieurs au complet prescrit dans le décret du 8 avril. »

— Pierre Juhel, La Garde impériale pendant les Cent-Jours (1815), Éditions de la Revue Napoléon, 2009, p. 96.
Les dragons de la Garde impériale sont finalement dispersés le 16 décembre 1815 après l'abdication de Napoléon et le retour des Bourbons. La marraine du régiment Joséphine de Beauharnais meurt au château de Malmaison le 29 mai 1814. Jusqu'à la mort du dernier d'entre eux, les dragons s'y rendent tous les ans, le 29 mai, en son hommage.

## Campagnes militaires

### Campagne de Prusse et de Pologne
Pour un article plus général, voir Campagne de Prusse et de Pologne (1806-1807).

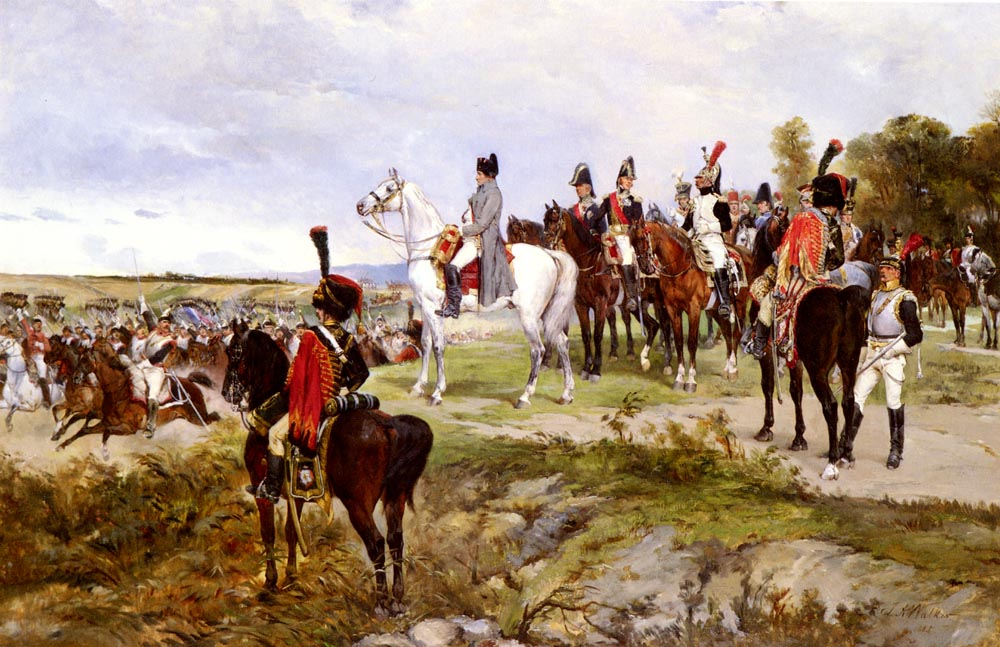
Napoléon à la bataille de Friedland, le 14 juin 1807. Peinture de James Alexander Walker, XIXe siècle.

En 1806, malgré les difficultés d'organisation, deux escadrons sous le chef d'escadron Jolivet peuvent quitter Paris et rejoindre la Grande Armée, qui se bat alors en Prusse. Ce détachement représente son régiment lors de l'entrée de Napoléon à Berlin le 27 octobre, paradant aux côtés des autres troupes de la  cavalerie de la Garde présentes pour l'occasion. Quelques mois plus tard, les dragons de la Garde, qui ont entretemps été renforcés par un contingent de 200 hommes venus de Meudon, sont chargés de la sûreté des campagnes berlinoises et font à plusieurs reprises le coup de feu contre les partisans prussiens. Ils sont entraînés par un colonel-major de 33 ans, le futur général Louis-Michel Letort de Lorville.
La Prusse est à genoux, mais pas les Russes. Après la « boucherie d'Eylau », victoire française non décisive qui fait environ 30 000 morts et blessés dans les rangs français, Napoléon écrase définitivement l'armée du Tsar à Friedland, le 14 juin 1807. Les dragons de la Garde impériale, qui pendant toute la bataille ont formé l'aile gauche de la cavalerie de la Garde sans prendre part aux combats, participent à la poursuite.

### Dans la péninsule Ibérique
Pour un article plus général, voir Guerre d'indépendance espagnole.

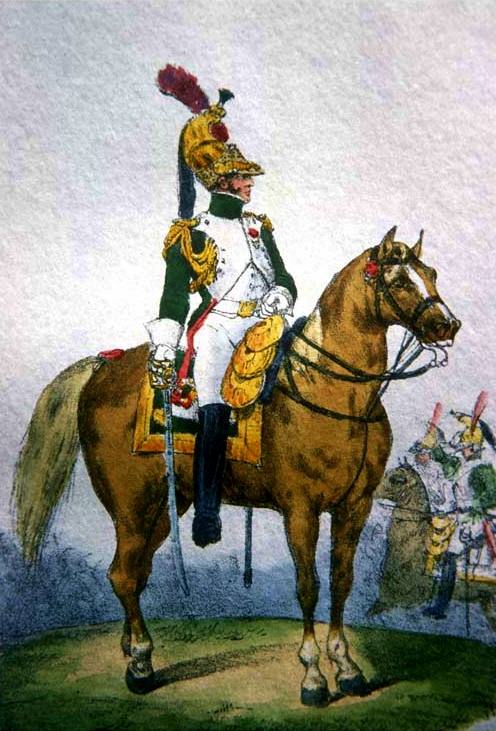
Officier des dragons de la Garde impériale, par Carle Vernet.

En 1808, la France entre en guerre avec l'Espagne. Le 14 juillet 1808, une partie du régiment est présente sur le champ de bataille de Medina de Rioseco, au sein du corps d'armée du maréchal Bessières. Alors qu'une charge des carabiniers espagnols vient de refouler les tirailleurs de la division Mouton, le général Lasalle, outrepassant les ordres de Bessières, vient se placer à la tête de la cavalerie de la Garde et rétablit la situation : « il [Lasalle] se mit à la tête d'un escadron de dragons, de Polonais de la Garde et de cinquante gendarmes d'élite qui se trouvaient à portée et avec lesquels il culbuta les carabiniers et gardes du corps espagnols ».
Les revers français subis à Bailén et Vimeiro décident l'Empereur à intervenir lui-même dans la péninsule pour redorer son prestige. Pour cela, il fait appel à ses meilleures troupes, dont sa Garde impériale. Les dragons de la Garde se mettent à la poursuite de l'armée anglaise, en retraite vers La Corogne. Des coups de sabres sont échangés à Mayorga et à León. À la fin du mois de décembre 1808, les dragons arrivent sur les bords de la rivière Esla que les Anglais viennent de franchir. Napoléon harangue ses soldats : « dragons de ma Garde, pendant longtemps, nous avons recherché les Anglais ; ils sont de l'autre côté de la rivière — traversez ! ». Les dragons se jettent alors dans l'eau avec le sabre entre les dents, mais en dépit des efforts de l'armée française, les Britanniques parviennent à rembarquer. En janvier 1809, une partie du corps ayant regagné la France, il ne reste plus en Espagne qu'un détachement caserné à Valladolid, chargé de faire la chasse aux guérilleros. Cependant, les difficultés rencontrées par l'Empereur en Autriche l'amènent à effectuer quelques ponctions dans les rangs de l'armée d'Espagne, et jusqu'à la fin de la campagne, il n'y a plus un seul dragon de la Garde dans la péninsule. Ce n'est qu'au mois de novembre, une fois la paix signée, que deux escadrons du régiment reprennent le chemin de l'Espagne, où leurs coups d'éclat leur valent l'admiration des Espagnols qui les surnomment cabezas de oro (« têtes d'or »), puis caballeros de oro (« cavaliers d'or »).
En 1810, les dragons sont à l'armée du Nord, au sein de la division de cavalerie de la Garde commandée par le général Louis Lepic. Leur effectif est alors de 16 officiers et 305 soldats, parmi lesquels 110 vélites n'ayant aucune expérience du feu. Les maladies et les combats réduisent ce nombre à 298 hommes à la fin de l'année, puis à 287 en juillet 1811. Entretemps s'est déroulée la bataille de Fuentes de Oñoro, le 5 mai 1811, entre le vicomte de Wellington et le maréchal Masséna. Ce dernier sollicite l'aide de l'armée du Nord commandée par Bessières, qui lui amène en renfort les 800 grenadiers à cheval et dragons de la Garde impériale sous les ordres de Lepic. À un instant critique de la bataille, alors que les Français sont sur le point de percer les lignes anglaises, Masséna donne l'ordre à Lepic de charger sur-le-champ afin d'achever la victoire. Son aide de camp Oudinot, chargé de transmettre le pli, revient bientôt auprès de son chef qui lui crie : « où est la cavalerie de la Garde ? » — « Prince, je n'ai pu l'enlever. » — « Comment ? » — « Le général Lepic m'a déclaré qu'il ne reconnaissait ici que le duc d'Istrie [Bessières], et qu'il ne tirerait pas le sabre du fourreau sans son ordre ». De fait, l'inaction de la cavalerie de la Garde empêche Masséna d'écraser définitivement l'armée de Wellington, qui s'en retourne au Portugal sans être inquiétée.

### Bataille de Wagram
Pour un article plus général, voir Bataille de Wagram.

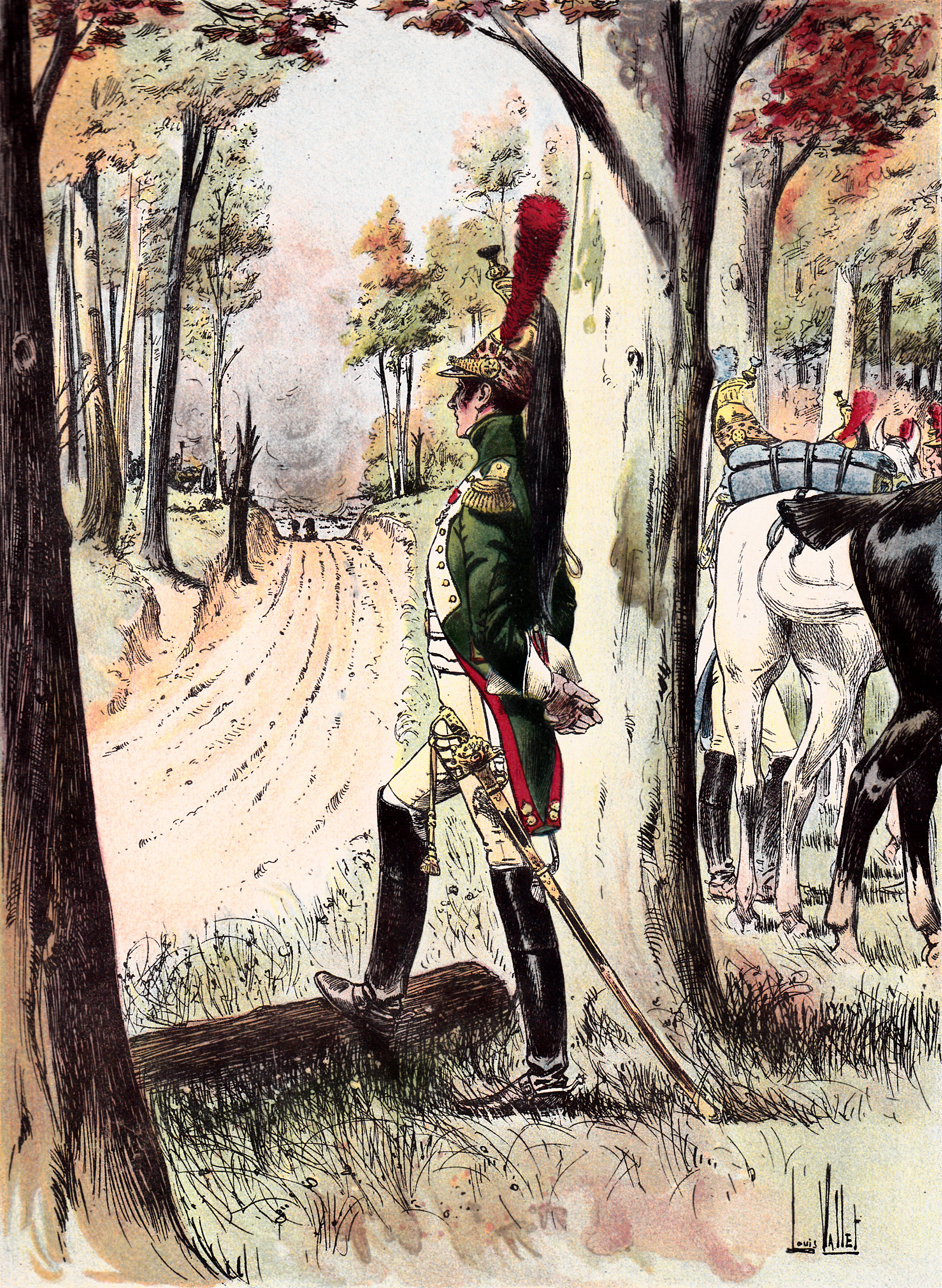
Officier supérieur des dragons de la Garde impériale, par Louis Vallet.

Au début de la campagne d'Autriche de 1809, une partie seulement du régiment est présent à la Grande Armée. La résistance autrichienne et le semi-échec subi à Essling contraignent l'Empereur à renforcer ses troupes. Le détachement de dragons de la Garde en Espagne est rappelé. Parti de Valladolid, ce dernier arrive à Vienne à l'issue d'un périple de 2 800 km accompli en 68 jours. Ainsi réunis, les dragons de l'Impératrice assistent à la bataille de Wagram, les 5 et 6 juillet 1809, où ils sont affectés à la division de cavalerie de la Garde du général Walther.
Le second jour des combats, Napoléon, décidé à enfoncer le centre autrichien, donne au général Macdonald le commandement d'une puissante colonne d'infanterie, avec pour mission de marcher droit à l'ennemi. La cavalerie de la Garde, à droite du dispositif, soutient le mouvement. Au cours de sa progression, Macdonald sollicite l'appui de Walther en lui demandant de faire charger sa cavalerie, mais le général, invoquant l'absence d'ordres de Napoléon et du maréchal Bessières, demeure immobile, et la cavalerie de la Garde ne donne pas. Cet épisode donne lieu à une explication orageuse entre Macdonald et Walther qui, exaspéré par les remontrances de son homologue, finit par saluer et rejoindre ses troupes.

### Campagne de Russie
Pour un article plus général, voir Campagne de Russie.

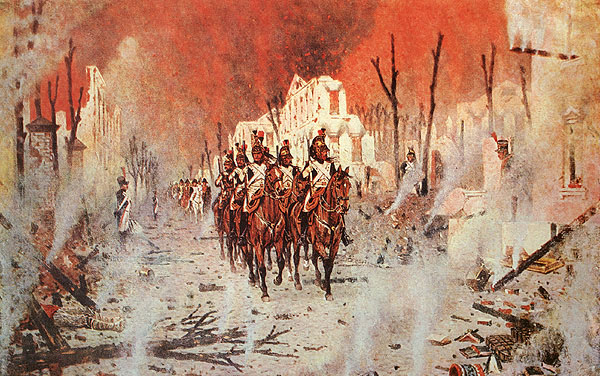
Retour du palais de Petrovsky, par Vassili Verechtchaguine. Au centre, un piquet des dragons de la Garde impériale escorte l'Empereur au milieu des ruines de Moscou.

Le mois de juin 1812 est marqué par le début de la campagne de Russie. Le 14 septembre, les Français sont à Moscou. Jusque-là, les dragons de l'Impératrice n'ont pas eu l'occasion de charger, mais les vides sont déjà importants : du 1er juin au 5 septembre, le régiment a perdu 417 hommes, soit 34 % de son effectif. Le 25 septembre 1812, le major Marthod part en reconnaissance avec un escadron aux abords de Moscou. Arrivé près de Bourzowo, il se heurte à un parti de cosaques qu'il met en déroute et culbute ensuite un détachement de cuirassiers. Cependant, les Russes affluent et ce sont bientôt 4 000 adversaires qui encerclent Marthod. Les dragons de la Garde sont tombés dans une embuscade. Tant bien que mal, les dragons se fraient un passage dans les rangs ennemis mais leur chef, blessé à de multiples reprises, est fait prisonnier ainsi qu'une vingtaine d'hommes.
Le 23 octobre 1812, les forces françaises quittent Moscou. Le 25, au lendemain de la bataille de Maloyaroslavets, Napoléon se porte sur la route de Kalouga accompagné de quelques officiers, mais sans se faire suivre par les escadrons de service de la Garde comme il est d'usage. Les cosaques de Platov surgissent et fondent sur le petit état-major impérial, qui ne tarde pas à être secouru par la cavalerie de la Garde arrivée sur place. Letort, au cri de « À nous les dragons ! », s'élance avec ses cavaliers sur les assaillants et les refoulent sur la Louga. « Ce jour-là, le dimanche 25 octobre 1812, les Dragons de la Garde ont empêché les cosaques d'enlever l'Empereur ».
La retraite suit son cours, mais le froid et la faim rendent la marche extrêmement pénible pour les soldats. Les attaques répétées menées par les Russes pénalisent en outre la cohésion des troupes. Joseph Grabowski, un officier de l'état-major impérial, rapporte l'attitude des dragons de l'Impératrice au milieu du désordre ambiant : « des dragons de la Garde, démontés, nous précédaient ; éparpillés et couverts de leurs grands manteaux blancs, ils nous apparaissaient dans l'ombre comme autant de fantômes. Ils se traînaient avec peine, visiblement accablés de fatigue, mais n'en continuaient pas moins à marcher avec une persévérance exemplaire ». Les restes de la Grande Armée réussissent à passer la Bérézina, non sans avoir livré une furieuse bataille au cours de laquelle 91 dragons de la Garde sont capturés.

### Campagne d'Allemagne
Pour un article plus général, voir Campagne d'Allemagne (1813).

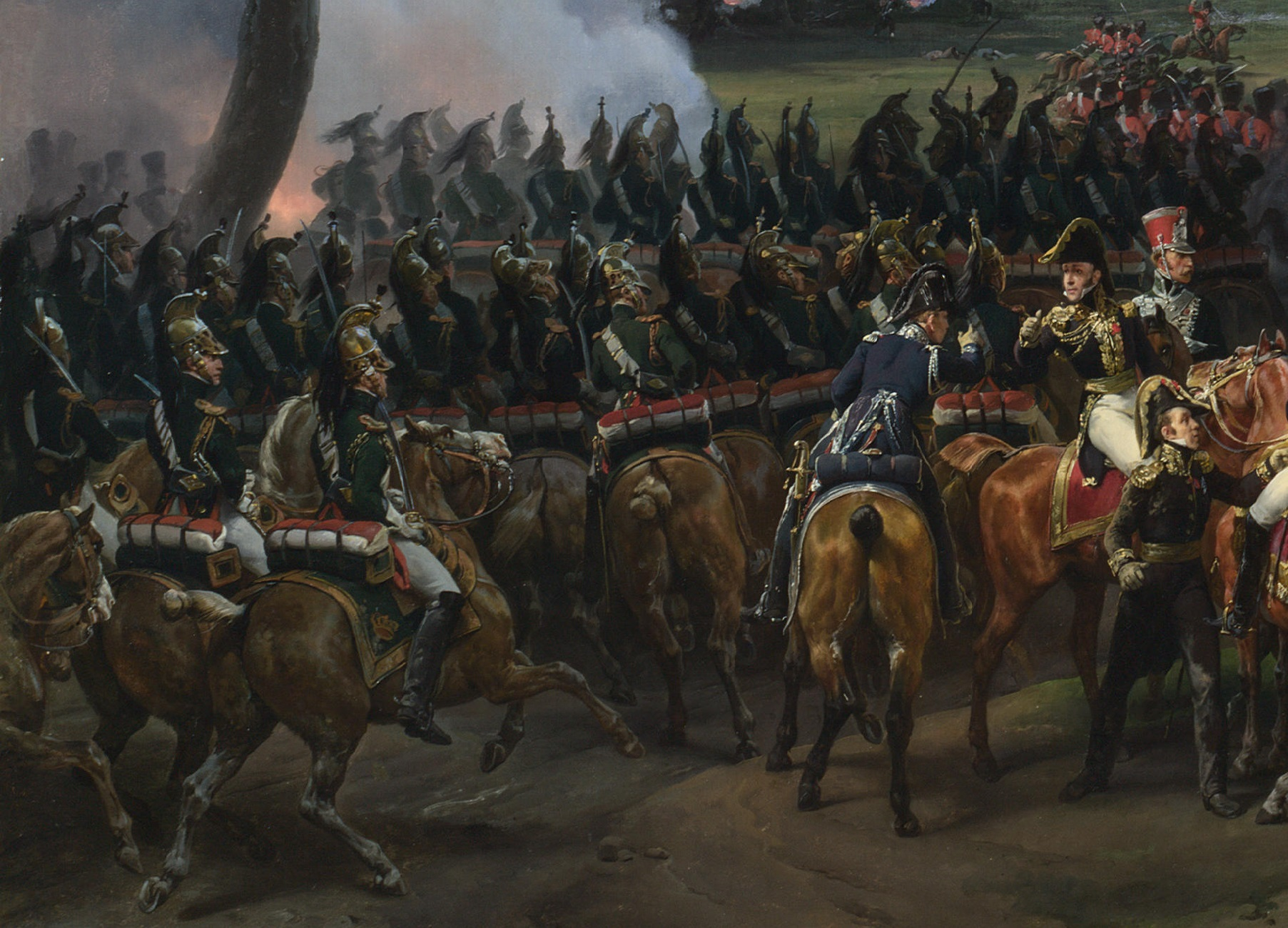
Les dragons de la Garde lors de la bataille de Hanau. Détail d'une huile sur toile d'Horace Vernet, La Bataille de Hanau, 1824.

Lors de la première phase de la campagne d'Allemagne, au mois de mai 1813, les dragons de l'Impératrice sont à Lützen, Bautzen et Dresde. Le 17 septembre, à Toeplitz, un éclat d'obus blesse grièvement le major Pinteville au visage.
Du 16 au 19 octobre 1813 se déroule la bataille de Leipzig, la plus grande confrontation des guerres napoléoniennes. Le 16, vers 15 heures, le major Letort charge une première fois sur le plateau de Dösen trois escadrons de cuirassiers autrichiens isolés, et en capture un grand nombre. Charges et contre-charges se succèdent. Napoléon confie à Letort le commandement d'une troupe de 800 cavaliers de la Vieille Garde — dragons, lanciers, chasseurs et grenadiers à cheval —, et lui ordonne de faire mouvement afin de soutenir l'infanterie d'Oudinot formée en carrés. Les cavaliers de Letort s'ébranlent en colonne par pelotons, s'immiscent entre deux carrés et se déploient « sur cinquante chevaux de front ». Une charge de cuirassiers autrichiens est vigoureusement repoussée. La suite des combats s'achève sans autre incident notable, mais la conduite du major Letort vaut à ce dernier d'être cité à deux reprises dans le bulletin de la Grande Armée. L'historien Bruno Colson apporte toutefois un avis plus nuancé sur les faits :

« [Le] bulletin du 16 octobre affirme que le régiment des dragons de la garde, conduit par le général Letort, combat dès le début de la journée avec la cavalerie polonaise. Avec son habitude de mettre en avant certains généraux français, surtout ceux de sa garde, au détriment des étrangers qui le servent avec dévouement, Napoléon nomme deux fois Letort dans son bulletin et pas une seule fois Sokolnicki. Il attribue au premier la capture de « trois cents prisonniers russes et autrichiens ». Ceci a conduit l'historiographie française à attribuer un rôle excessif à Letort. »

— Bruno Colson, Leipzig : la bataille des Nations, 16-19 octobre 1813, Perrin, 2013, 542 pages.
Le 19 octobre, accablé par la très large supériorité numérique des Alliés, Napoléon doit battre en retraite et replie son armée vers la France. Le général bavarois von Wrede, tout juste rallié à la Coalition, veut profiter de l'occasion pour intercepter les Français. La rencontre a lieu à Hanau, le 30 octobre 1813. La cavalerie de la Garde, commandée par Nansouty, vient se placer à côté des canons du général Drouot de façon à déboucher rapidement sur la plaine, en face. Cette cavalerie rompt une première charge de son homologue bavaroise qui est sabrée jusqu'à trouver refuge derrière les cosaques, puis une seconde qui a menacé un moment d'enlever la batterie française. La cavalerie bavaroise est vaincue, mais les dragons de la Garde qui ont pris part à toutes les charges en ont payé le prix fort : une dizaine d'officiers sont tués ou blessés. Parmi eux, le chef d'escadron Testot-Ferry, blessé de 22 coups de sabre, et le général Letort qui a eu son cheval tué sous lui.

### Campagne de France
Pour un article plus général, voir Campagne de France (1814).

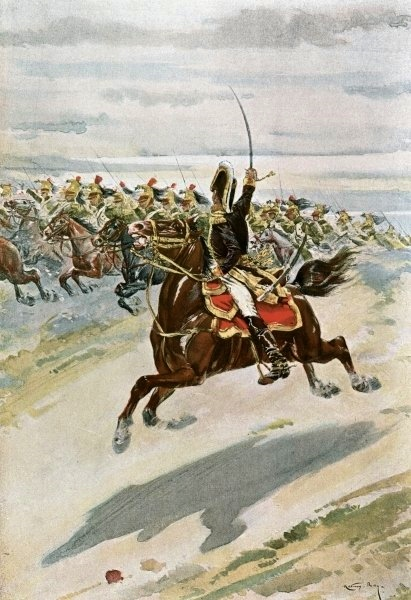
Le général Letort et les dragons de la Garde impériale à la charge, par Marius Roy.

En 1814, l'échec de la campagne d'Allemagne oblige Napoléon à se battre sur le territoire national. Pour cela, l'Empereur renforce ses troupes, bat le rappel des vétérans de l'armée d'Espagne et crée de nouveaux régiments. Aux dragons de la Garde impériale est adjoint le 2e régiment des éclaireurs de la Garde impériale, qui sont dès lors appelés les éclaireurs-dragons. Entretemps, les armées coalisées ont franchi la frontière, et Napoléon décide de se porter à leur rencontre avec ses troupes. Les dragons de la Garde ne sont pas engagés activement dans la première partie de la campagne ; cependant, le 10 février, à la bataille de Champaubert, un détachement de dragons mené par le capitaine Leblanc fend un carré russe.
Le lendemain, les Français engagent les forces du général Osten-Sacken à Montmirail. En milieu d'après-midi, alors que la bataille fait rage, l'arrivée des troupes du maréchal Mortier décide l'Empereur à lancer la cavalerie de la Garde sur les Russes, et il fait parvenir aux dragons de la Vieille Garde l'ordre de charger. Le général Dautancourt, qui les commande, emprunte avec ses cavaliers la route de Fontenelle, passe à côté de la ferme des Gréneaux et traverse les lignes russes placées au milieu du chemin. Les fantassins d'Osten-Sacken, surpris par la rapidité de l'attaque, se replient pour la plupart en désordre dans les bois à proximité. À ce moment, le flanc droit des Russes est coupé de leur centre. Dautancourt rallie ses dragons et les relance à la poursuite des fuyards, qui s'échappent en direction du bois Jean, près de Courmont. Les cavaliers français les y rattrapent et les taillent en pièces ; Dautancourt note que « les dragons, qui ne donnaient que des coups de pointe, en firent dans cet endroit une véritable boucherie ». Entretemps, l'infanterie française refoule les Russes au-delà de Marchais, et les Prussiens de Yorck, arrivés tardivement sur le champ de bataille, ne peuvent empêcher la victoire française. À la fin de la journée, les dragons de la Vieille Garde ont perdu six tués et autant de blessés. De leur côté, les dragons de Letort, formés en colonnes par pelotons, chargent sur la route de Viels-Maisons et enfoncent trois carrés d'infanterie. Ils galopent ensuite sur Épernay, sabrent les fuyards et font à cette occasion de nombreux prisonniers. Napoléon écrit « ma garde à pied, mes dragons, mes grenadiers à cheval ont fait des miracles… ». Le chef d'escadron de Saint-Léger est fait chevalier de l'ordre de la Réunion, et Letort est nommé général de division sur le champ de bataille le jour même.

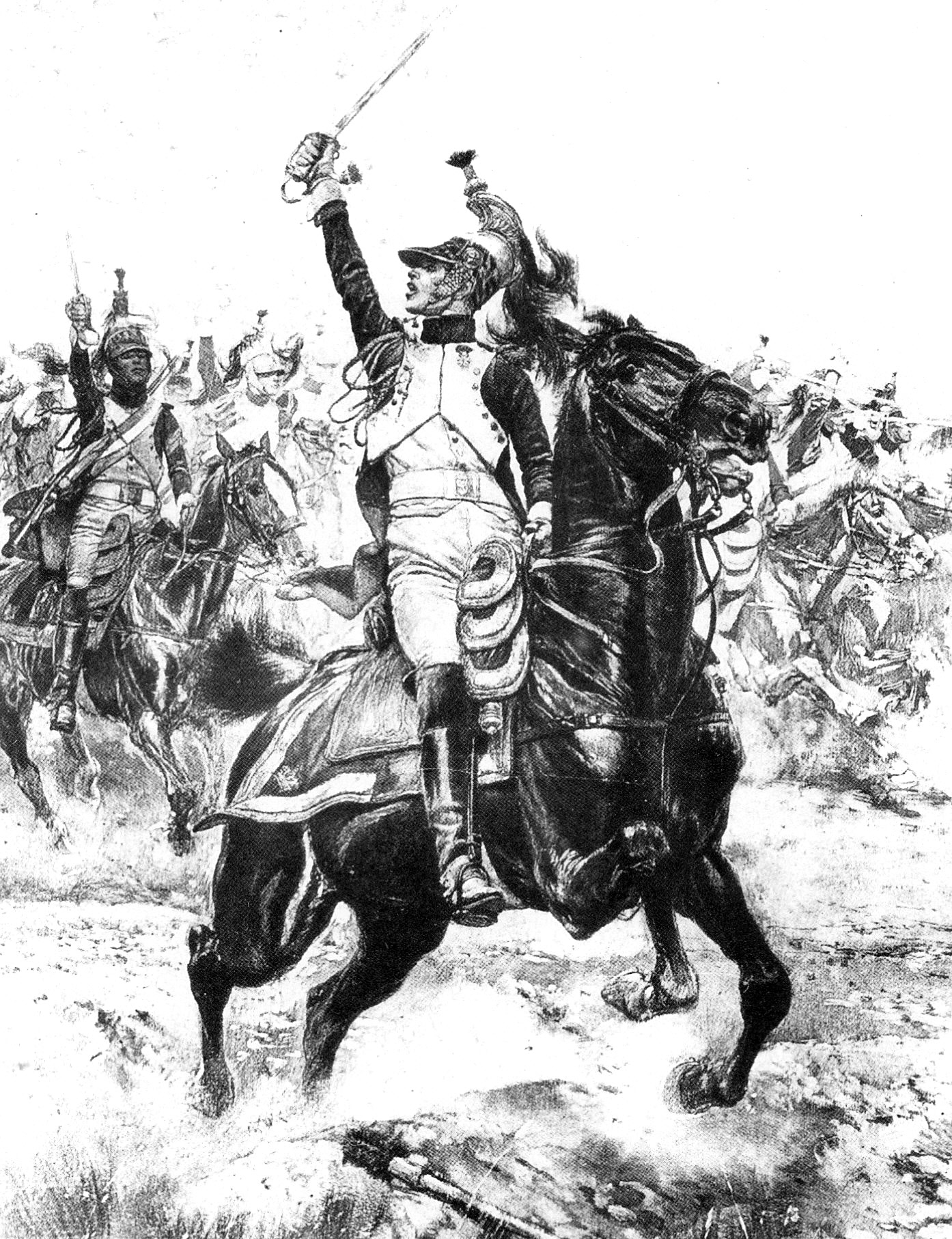
Charge des dragons de l'Impératrice à Saint-Dizier, 26 mars 1814. Peinture d'Édouard Detaille.

Cependant, l'Empereur ne s'attarde pas, et le 12 février, il ordonne la poursuite à Ney, Mortier et la cavalerie de la Garde. Ces derniers rattrapent leurs adversaires à Château-Thierry, et les accrochent afin de retarder leur repli ; dans l'action, les dragons de Letort chargent et disloquent deux régiments d'infanterie russes. Le général Griois, témoin de la scène, écrit que « cette charge des dragons de la garde est un des plus beaux faits de cavalerie que j’aie vus. Il est impossible de se faire une idée de la résolution avec laquelle cette brave troupe se jeta sur ces masses de Russes dont pas un ne recula, et de la rapidité avec laquelle elle les anéantit ». Quelques jours plus tard, le 18 février, les Wurtembergeois du prince Frédéric sont étrillés à la bataille de Montereau et s'enfuient, sabrés par la cavalerie française dont l'escadron de service des dragons de la Garde. L'armée impériale franchit l'Aisne. Le 6 mars, le capitaine Leblanc avec 30 dragons s'empare d'un défilé tenu par 200 Russes et prend 25 prisonniers. Les Français enlèvent ensuite le plateau de Craonne aux Coalisés au terme d'assauts meurtriers qui coûtent notamment la vie au chef d'escadron Bellot, des dragons. En dépit de cette série de victoires françaises, les forces alliées restent redoutables et font valoir leur supériorité numérique à la bataille d'Arcis-sur-Aube, le 20 mars 1814. Les dragons de la Garde, avec les lanciers rouges, vont en faire l'expérience en faisant le coup de sabre « contre une cavalerie ennemie infiniment plus nombreuse ». Ils parviennent néanmoins à repousser une charge des hussards autrichiens.
Les Alliés, pressés de conclure la campagne, prennent la décision de marcher sur Paris. La campagne de France touche à sa fin. La cavalerie de la Garde, lancée à la poursuite du général russe Wintzingerode, rattrape celui-ci à Saint-Dizier. Les dragons de Letort, suivis d'un peloton de mamelouks de la Garde impériale, culbutent la cavalerie ennemie dans un ravin, détruisent deux bataillons et s'emparent de 18 canons. La victoire est cependant sans lendemain. Le 30 mars, les Alliés se présentent face aux défenseurs de Paris, parmi lesquels quelques dragons de la Garde intégrés dans la brigade de cavalerie du général Dautancourt. Celle-ci mène plusieurs charges lors de la bataille qui s'ensuit, mais sans grands effets compte tenu de la disproportion des forces. La capitulation de la ville est signée, et le lendemain, les Coalisés font leur entrée dans Paris.

### Campagne de Belgique
Pour un article plus général, voir Campagne de Belgique.

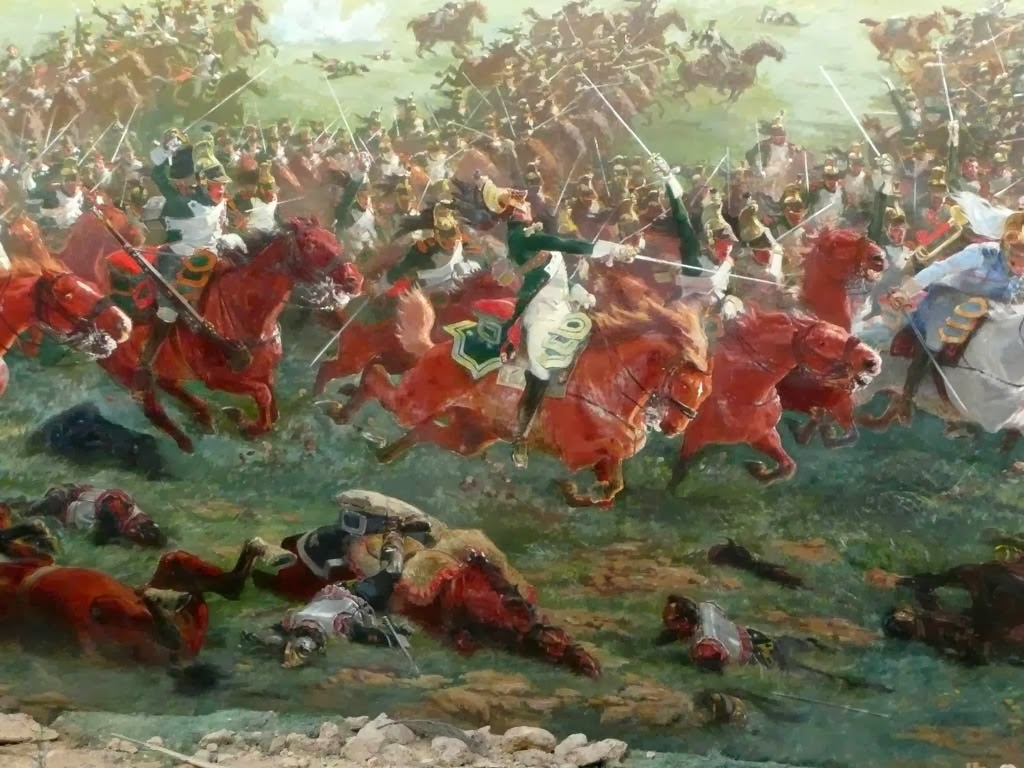
Charge des dragons de l'Impératrice sur le Mont-Saint-Jean à Waterloo. Louis-Jules Dumoulin, Panorama de Waterloo, 1912.

Après le court interlude de la Première Restauration, où le régiment a pris la dénomination de Corps royal des dragons de France, les dragons reprennent rang dans la Garde impériale au retour de Napoléon. Le général d'Ornano ayant été blessé lors d'un duel, c'est son second, Letort, qui assure le commandement au début de la campagne de Belgique. Au 1er juin, le corps, intégré à la 2e division de cavalerie de la Garde du général Guyot, compte 63 officiers et 910 cavaliers.
Napoléon lance dans un premier temps son armée contre les Prussiens et accroche leur arrière-garde à Gilly, le 15 juin. Letort, sur un ordre express de l'Empereur, enlève les quatre escadrons de service de la Garde impériale et se jette sur l'infanterie ennemie en retraite, la sabre, coupe deux carrés. Ce beau succès est cependant terni par la blessure mortelle de Letort, touché d'une balle au bas-ventre. Il succombe deux jours plus tard.
Le lendemain, à la bataille de Ligny, les dragons de l'Impératrice participent à l'assaut final contre les lignes prussiennes, avec les grenadiers à cheval et les cuirassiers de Delort. Le capitaine Tiercé est tué lors de l'attaque. Le 18 juin se joue le « dernier acte » de la campagne : Waterloo. Le régiment des dragons de la Garde impériale, sous les ordres du major Laurent Hoffmayer, est engagé contre les carrés britanniques sur le plateau de Mont-Saint-Jean. La division Guyot mène trois charges qui sont toutes repoussées. Les pertes sont sévères. Chez les officiers, le capitaine Hérissant et deux lieutenants sont mortellement atteints ; le chef d'escadron François, le capitaine Leblanc et cinq lieutenants sont blessés. Le 1er juillet 1815, le régiment ne compte plus dans ses rangs que 24 officiers et 275 soldats, portant la perte totale à 39 officiers et 597 soldats tués, blessés, prisonniers ou déserteurs.

## Chefs de corps

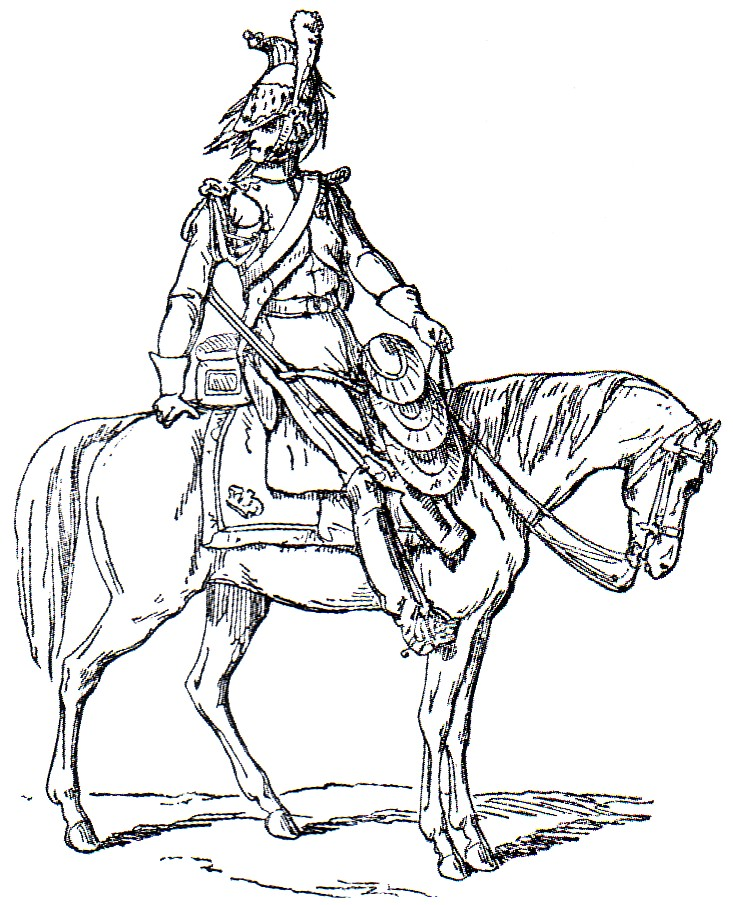
Dragon de la Garde impériale. Dessin d'Adolphe de Chesnel, 1861.

À la création du régiment en 1806, Napoléon place à sa tête l'un de ses cousins corses, le colonel Jean-Thomas Arrighi de Casanova. Âgé de seulement 28 ans, il sert dans l'armée depuis la campagne d'Italie de 1796 à 1797 et s'est notamment distingué pendant la campagne d'Égypte, à Marengo ou encore à Austerlitz. Les 13 septembre et 8 octobre 1806, Edmé Nicolas Fiteau et Louis-Michel Letort de Lorville sont respectivement nommés colonel-major et major du régiment. En 1809, après la bataille d'Essling, Arrighi et Fiteau quittent le régiment pour les 3e et 2e régiments de cuirassiers. À la suite de ces départs, le général Raymond Gaspard de Bonardi, comte de Saint-Sulpice, est nommé colonel du régiment, Letort de Lorville promu colonel-major et Louis Ignace Marthod nommé major.
Lors de la campagne de Russie, Marthod est grièvement blessé et fait prisonnier, et succombe à ses blessures en captivité le 5 octobre 1812. Le général Philippe Antoine d'Ornano, laissé pour mort à la bataille de Krasnoï le 18 novembre 1812 mais miraculeusement retrouvé par son aide de camp, remplace le 21 janvier 1813, après une rapide convalescence, le comte de Saint-Sulpice comme colonel du régiment. Ce dernier est nommé gouverneur du château de Fontainebleau le 7 février. Les 3 février et 6 octobre 1813, Pierre Alexis de Pinteville et Louis-Claude Chouard sont nommés majors du régiment.
Pendant la Première Restauration, d'Ornano conserve le commandement du corps royal des dragons de France. Le 1er décembre 1814, après la dissolution du 2e régiment d’éclaireurs de la Garde impériale, son commandant, le colonel Laurent Hoffmayer, officier des dragons de la Garde de juillet 1807 à février 1813, intègre le corps royal comme major. Lors des Cent-Jours, après le retour de Napoléon de l'île d'Elbe, d'Ornano est maintenu colonel du régiment, Letort colonel-major et Hoffmayer major. Cependant, grièvement blessé à la poitrine au cours d'un duel avec le général Bonet, d'Ornano n'exerce pas de commandement effectif lors de la campagne de Belgique. C'est alors à Letort que revient cette charge, par ailleurs aide de camp personnel de l'Empereur durant la campagne. Il est mortellement blessé le 15 juin 1815 à Gilly en poursuivant l'infanterie prussienne, laissant le commandement du régiment à Hoffmayer.

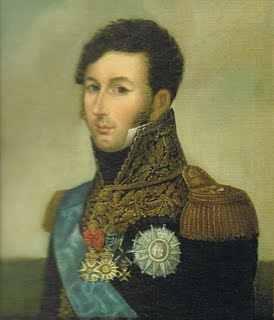
Jean-Thomas Arrighi de Casanova
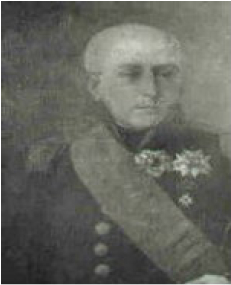
Raymond Gaspard de Bonardi, comte de Saint-Sulpice
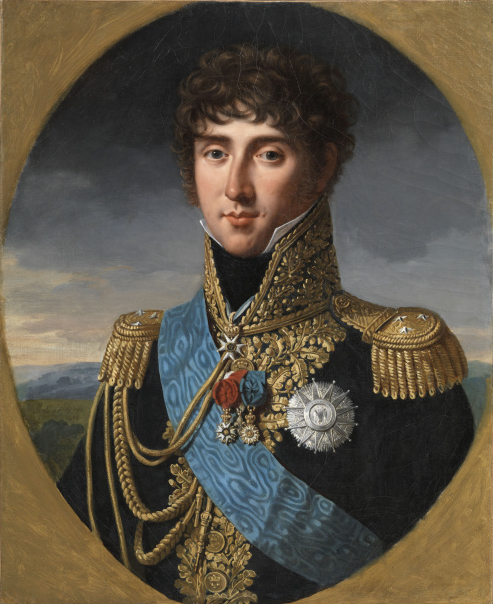
Philippe Antoine d'Ornano
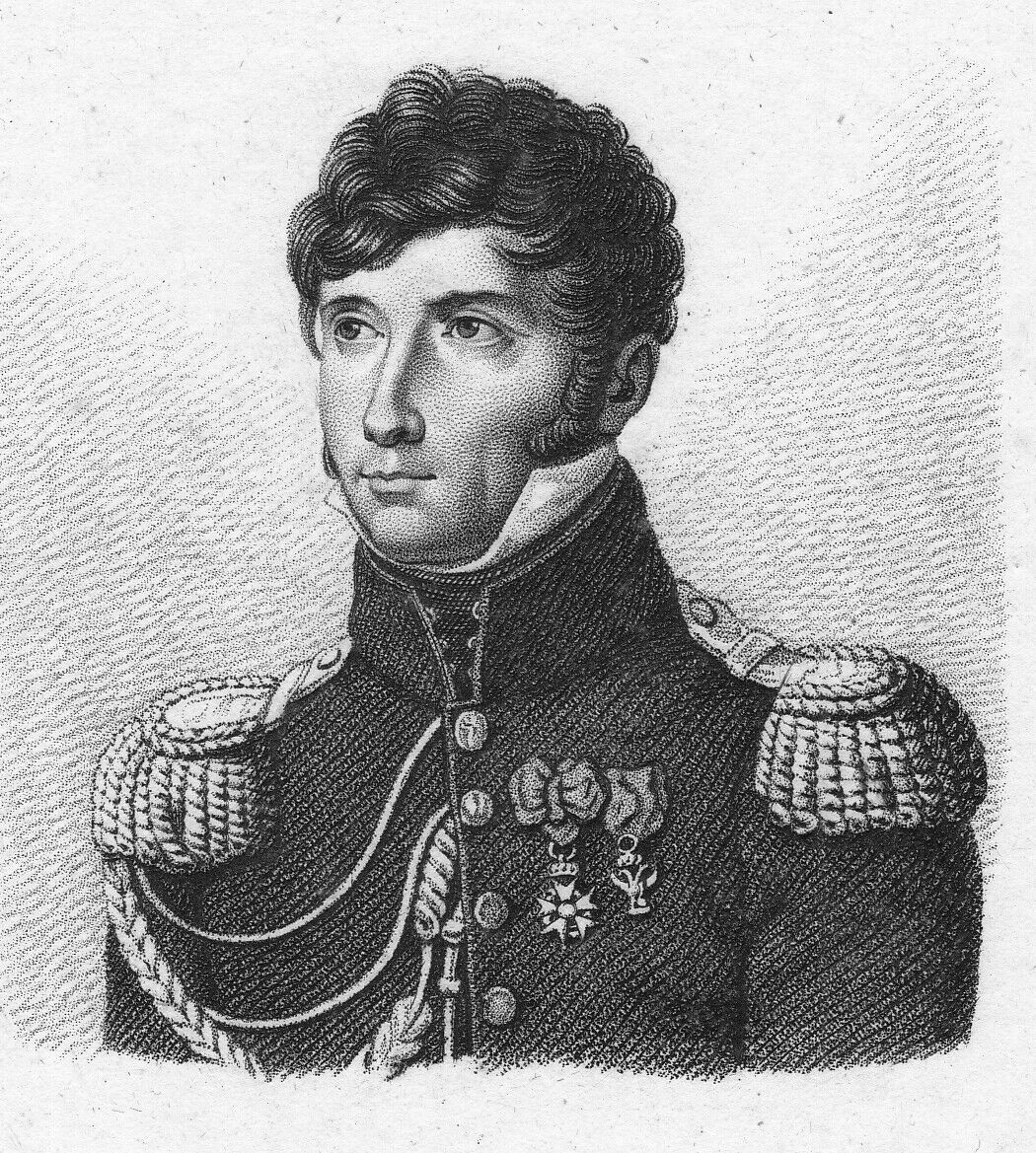
Louis-Michel Letort de Lorville
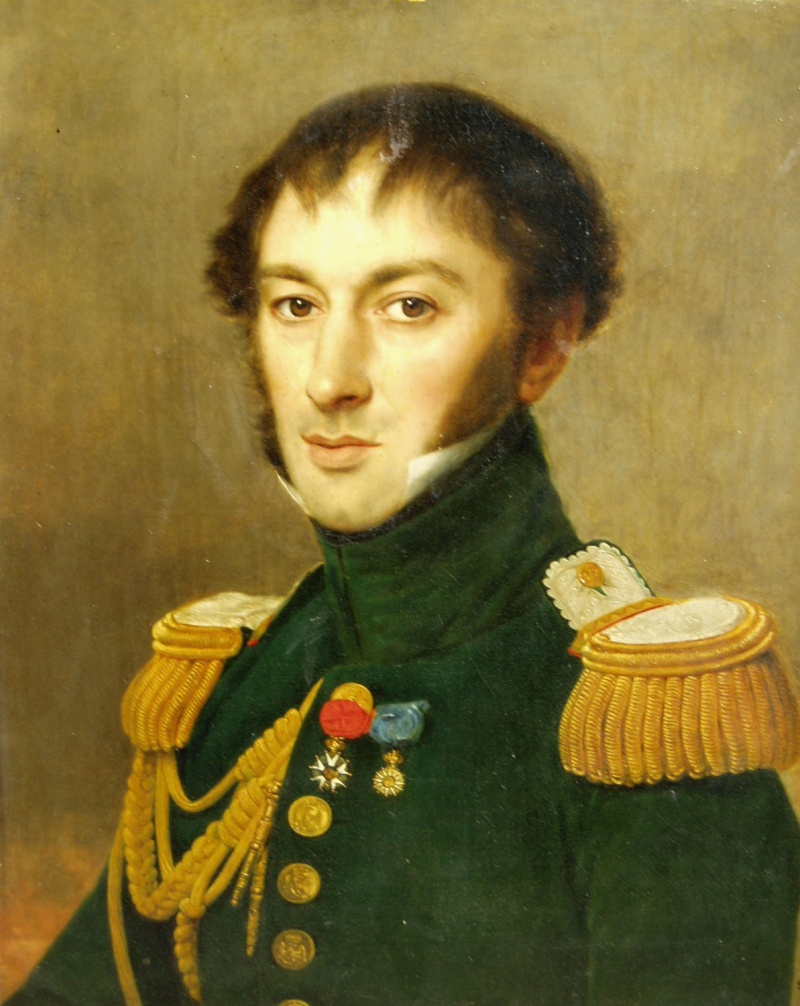
Laurent Hoffmayer
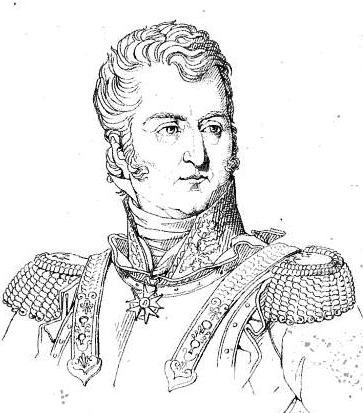
Louis-Claude Chouard

## Considérations
« Leur courage, leur panache, leur bravoure devant tous les dangers […] »

— Jean-Jacques Prévost et Vincent Bourgeot, « Les Dragons de la Garde impériale », Soldats Napoléoniens, n°22, 2009, p. 40.

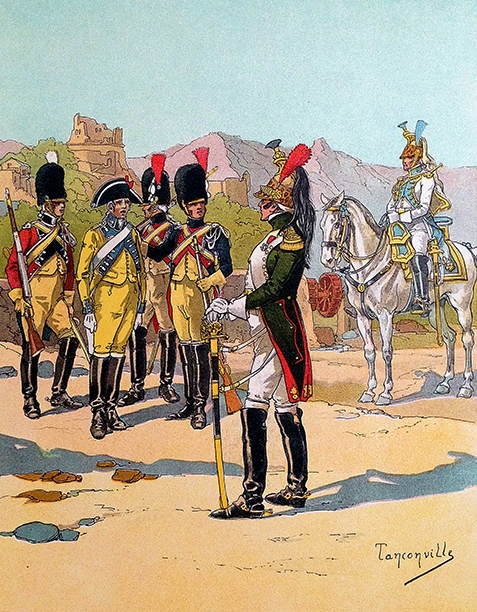
Cavalier et trompette des dragons de la Garde impériale en compagnie de gendarmes d'élite. Illustration d'Henry Ganier-Tanconville, 1914.

Le régiment des dragons de la Garde impériale — formé des meilleurs éléments de ses homologues de la ligne — s'attire les louanges de son commandant, le général d'Ornano : « les hommes sont très beaux, les chevaux bons, forts et bien entretenus. Les officiers, sous-officiers et soldats, animés d'un excellent esprit et d'une discipline parfaite, ont une apparence magnifique. ». L'esprit de corps est très présent entre les chefs et les soldats. Sous la Première Restauration, Letort bien que lieutenant-général est toujours en poste comme major aux dragons de France, place normalement dévolue à un maréchal de camp. Le maréchal Ney, parfaitement informé de la situation, se garde pourtant bien d'intervenir ; en effet, écrit Henry Lachouque, « peut-on séparer Letort des Dragons de la Garde ? Les Dragons déserteraient… et lui aussi ».
Après l'abdication de Napoléon en 1814, le régiment reste fortement attaché au souvenir de l'Empereur. Les soldats vont même jusqu'à qualifier Louis XVIII de « gros cochon » ce qui leur vaut l'inimitié de la famille royale. Lors du retour de l'Empereur dans le courant de l'année 1815, les dragons de la Garde se rallient à lui avec enthousiasme : « les anciens dragons de l'Impératrice arrivent à Paris ; ils apprennent que Napoléon est sur le Carrousel, et les voilà qui, sans perdre une minute, se mettent en route, prennent les quais, débouchent au grand trot par le guichet et arrivent sur la place, harassés, couverts de boue. L'Empereur les reconnaît de loin et les salue du geste, les yeux rayonnants. Alors vers lui s'élancent presque tous les officiers ; la Garde et l'Empereur se retrouvaient enfin ! »
Sur le plan militaire, leur contribution s'avère décisive lors de la campagne de 1814, à Montmirail, Château-Thierry et Saint-Dizier. Le 13 février, Napoléon écrit à son ministre Savary : « les dragons se sont distingués avec une efficacité comparable à ces romans du temps de la chevalerie où un seul cavalier en armure chevauchant un destrier à toute épreuve arrive à tenir tête à 300 ou 400 adversaires. L'ennemi semblait frappé d'une terreur singulière… » La confiance de l'état-major vis-à-vis des qualités combatives des dragons de la Garde est telle que les lourdes pertes subies par les dragons lors de l'embuscade du 25 septembre 1812 provoquent plus de consternation au quartier-général que « la perte de 50 généraux ».

## Uniformes
L'habillement et l'armement de ce corps sont les mêmes que ceux des grenadiers à cheval de la Garde impériale, à l'exception de la couleur de l'uniforme — bleu pour les grenadiers et vert pour les dragons — et du casque en lieu et place du bonnet d'ourson. La tenue mise au point sous la houlette du colonel Arrighi est présentée à l'Empereur qui l'accepte sans retouche. Cependant, la suppression de la queue, de la culotte et des bas par Arrighi entraîne le mécontentement du maréchal Bessières qui qualifie les dragons de « muscadins ».

### Troupe

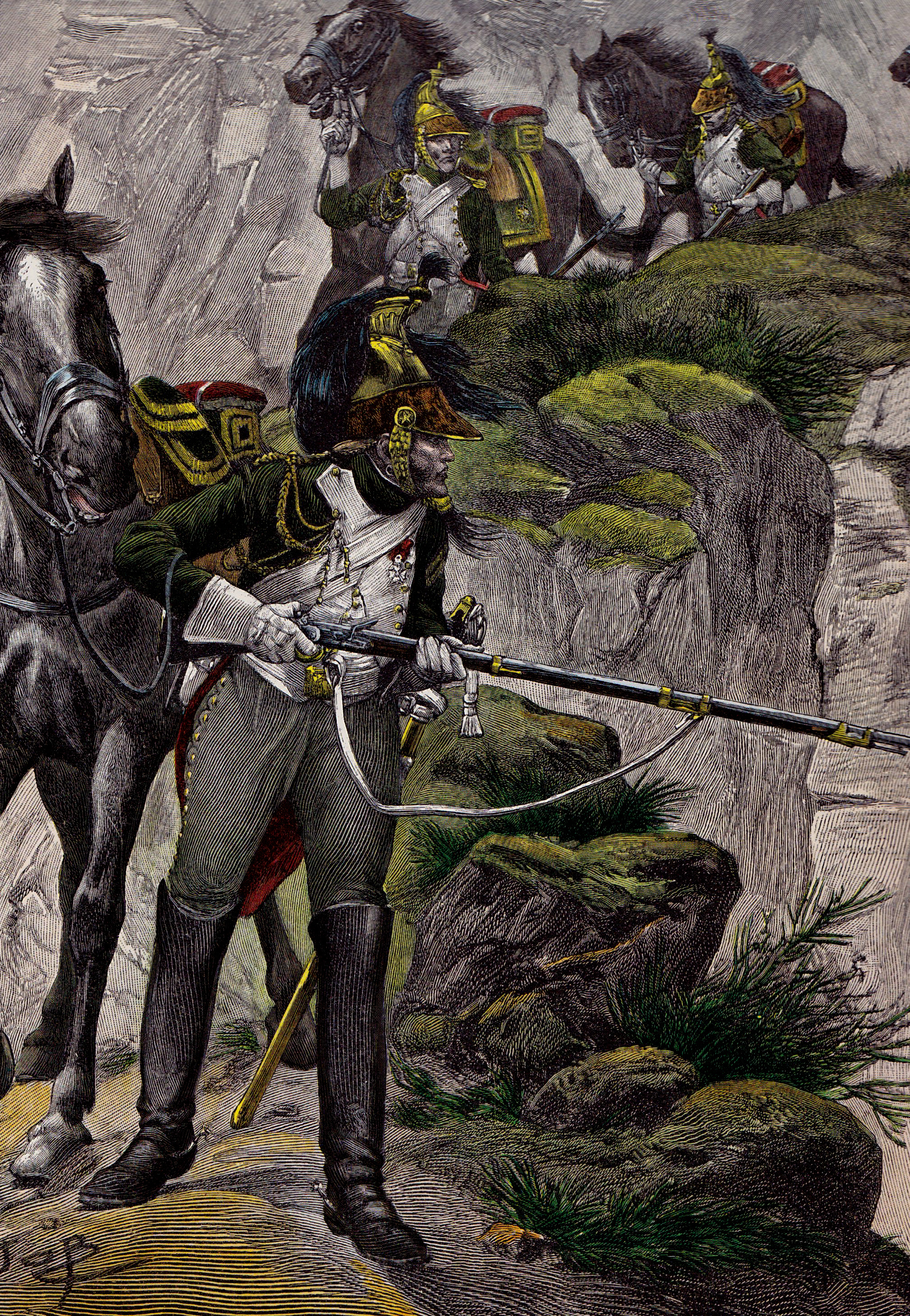
Dragons de la Garde impériale en tenue de route, par Job. L'artiste les a représentés portant la queue et les cheveux poudrés, bien que cet usage ait été davantage en vigueur chez les grenadiers à cheval de la Garde.

La coiffure se présente sous la forme d'un casque « à la Minerve ». La bombe en laiton est « rejetée » vers l'arrière et, à sa base, est ceinte d'un turban en cuir recouvert d'une peau de léopard en imitation. La visière est en cuir, recouverte de peau et sertie de laiton sur son bord extérieur ; Bertrand Malvaux note même que « certains casques sont équipés d'une visière amovible qui se fixe au turban à l'aide de deux petits crochets d'acier ». Le cimier — partie supérieure du casque — est orné sur le devant d'un aigle impérial couronné et de deux palmes, et est surmonté par un porte-aigrette accueillant une houppette en crin noir. La crinière noire est placée dans le cimier. Sur chaque côté est fixée une jugulaire à rosace et à mentonnière de basane recouverte d'écailles. Le plumet, fixé à gauche au niveau de la rosace, est confectionné en plumes rouges pour une hauteur totale de 35 cm. La tenue de ville, plus simple dans sa mise, reprend le port de l'habit de grande tenue complété par une culotte blanche ou verte selon la saison. Les bottes demi-fortes utilisées habituellement peuvent être remplacées par des bottes dites « à la Souvarov », aux frais du soldat cependant. Quant au casque, il est troqué pour un chapeau à cocarde fourni un temps par le chapelier Boutrais. Le bonnet de police est en « drap de Berry » vert à soutaches, galon et gland aurore, avec une grenade en laine aurore cousue sur le devant. Certains modèles plus tardifs sont pourvus d'un liseré blanc, la grenade étant brodée sur un drap à la distinctive similaire.
L'habit de grande tenue est en drap vert d'Elbeuf à revers blancs, ceux-ci sont garnis de boutons frappés d'une aigle couronnée. Le collet est vert, les parements écarlates, les pattes de parements, passepoils et retroussis rouges. Sur ces derniers figurent des grenades aurores. La veste en drap blanc dotée de boutons en cuivre s'enfile sous l'habit. L'aiguillette de la Garde portée à droite est aurore, de même que les contre-épaulettes. L'habillement comprend enfin la culotte, qui peut être en peau de daim ou de mouton, et les bottes. La grande tenue n'est bien sûr pas la seule utilisée ; en dehors des parades, les dragons portent habituellement un surtout vert fermé par une seule rangée de boutons, avec retroussis et basques rouges, l'ensemble complété par l'aiguillette et les contre-épaulettes. En campagne, les dragons revêtent leur second habit de grand uniforme, identique au premier, mais plus usé, ainsi qu'une culotte blanche employée jusqu'en 1811, date à laquelle elle est remplacée par une culotte en drap gris. Les effets distribués au corps comprennent également une « tenue d'écurie » : gilet vert et pantalon à fermeture extérieure de 36 boutons. Par les temps froids, ils se munissent aussi d'un manteau à rotonde en drap blanc avec collet vert. En 1813, les dragons de la Garde adoptent le manteau-capote de couleur grise, doté de manches contrairement au modèle précédent, et pourvu d'une rotonde brodée de passementeries aurores.

### Trompettes et timbalier

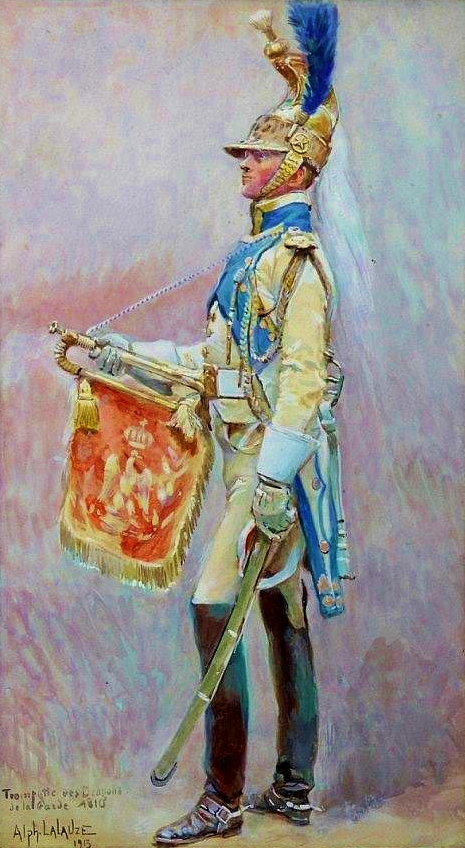
Trompette des dragons de la Garde en grande tenue, 1810. La flamme de la trompette, donnée ici en soie rouge, devrait être bleu céleste. Peinture d'Alphonse Lalauze, 1913.

Dans les premières années, de 1806 à 1807, l'uniforme des trompettes est sensiblement identique à celui de la troupe, la différence notable se situant au niveau de la distinctive bleu de ciel de l'habit qui a remplacé la distinctive verte. Le casque est du même modèle que celui de la troupe, mais les crins de la crinière et de l'aigrette sont blancs. Un plumet bleu complète l'ensemble lorsque la coiffe est portée avec la grande tenue. Les revers, collet, parements et les poches sont bordés d'un galon doré, ce dernier faisant également figure d'ornement devant les boutons et en dessous des revers. L'aiguillette est mélangée or et laine bleu de ciel. Le trompette-major se distingue de ses trompettes par un double galon de grade et par une plus grande proportion d'or dans l'aiguillette. La seconde tenue ou « surtout » est entièrement en drap bleu, avec collet et parements à galon d'or et retroussis et passepoils de poches écarlates. C'est seulement vers 1810 que les parements et le collet prennent la teinte cramoisie.
C'est à l'occasion des préparatifs du mariage entre Napoléon et Marie-Louise d'Autriche que la grande tenue est modifiée. L'habit bleu à revers blancs est repensé et devient blanc à revers bleus afin de rappeler à la nouvelle impératrice les uniformes autrichiens. En plus des revers, le collet, les parements et les passepoils sont bleu de ciel galonnés d'or. En face de chaque bouton de l'habit se trouve une boutonnière dorée terminée par une frange d'or. Ces boutonnières se retrouvent sous les revers ainsi que sur les poches. La contre-épaulette bleu céleste est à liseré et tournante or, et l'aiguillette est mêlée or et laine bleu de ciel. Réservée pour les parades, la grande tenue ne sera toutefois que rarement portée car très salissante. Le peintre militaire Lucien Rousselot a émis la possibilité que les trompettes aient conservé un temps l'ancienne grande tenue — bleu de ciel à revers blancs — plus résistante que l'habit blanc. Le surtout de petit uniforme est bleu de ciel avec distinctives cramoisies. Pourvu d'une seule rangée de boutons, il a la particularité d'avoir une aiguillette avec une proportion d'or plus réduite que sur l'habit de grande tenue.
L'uniforme du timbalier est en revanche beaucoup plus extravagant. Inspiré des mamelouks égyptiens, il comprend un cahouk bleu et un turban blanc — le tout surmonté de plumes tricolores et d'un plumet blanc —, un caftan blanc à galons d'or, un « béniche » (veste à manches longues) bleu, une ceinture-écharpe rouge et jaune et un « saroual » (pantalon) bleu. En ce qui concerne les timbales, elles sont plus probablement remplacées par des tambours ou « caisses roulantes » qui équipent réglementairement les unités de dragons. Positionnés de chaque côté du cheval, les deux instruments sont recouverts d'un tablier en drap bleu couvert de broderies. Une peinture de Rousselot donne un timbalier noir, mais Vincent Bourgeot écrit à ce sujet que « jusqu'à maintenant nous n'avons trouvé aucun témoignage fiable venant confirmer cette éventualité ».

### Officiers et sous-officiers

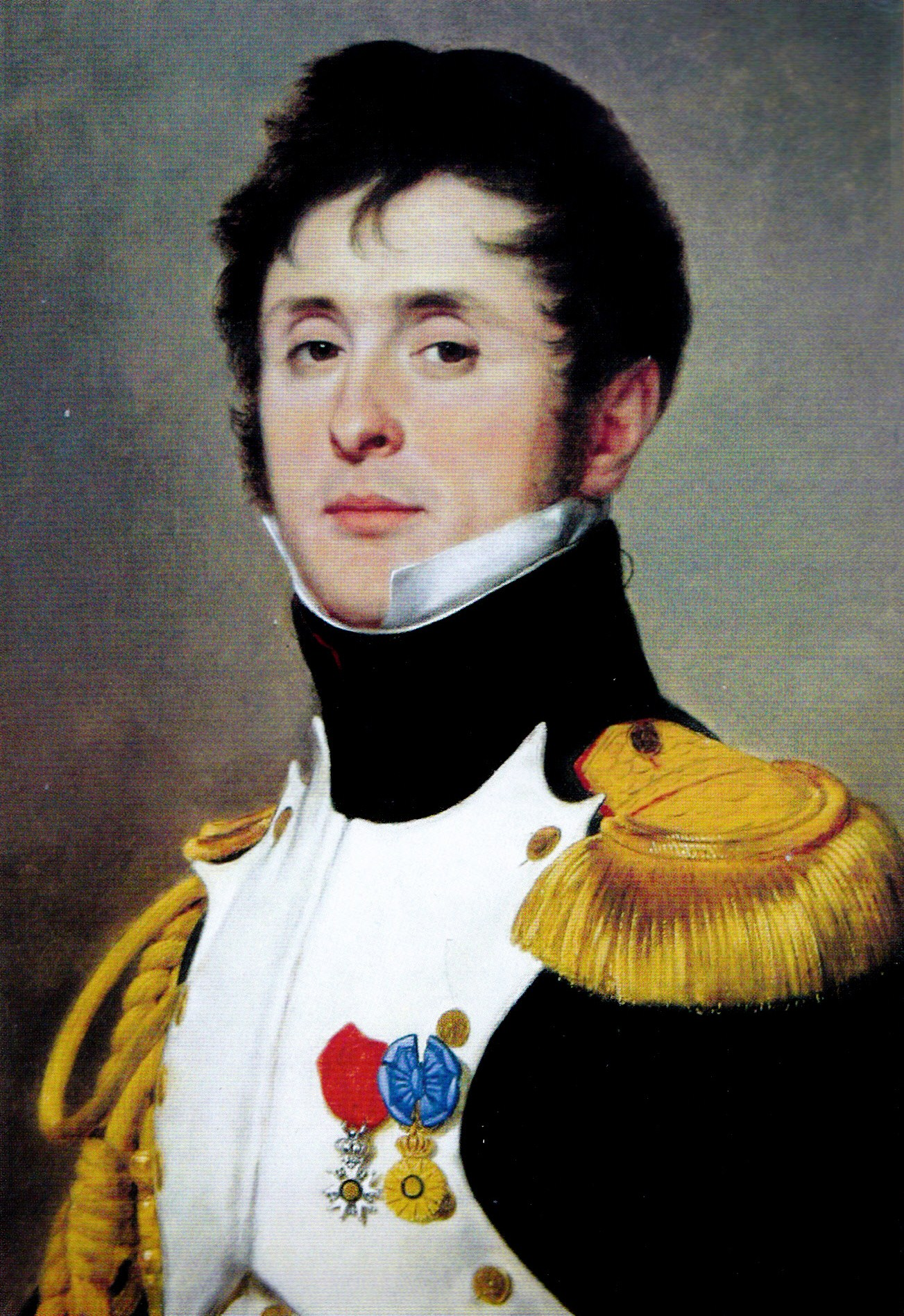
Le lieutenant en premier Landry de Saint-Aubin, des dragons de la Garde impériale. Il porte ici sa croix de la Légion d'honneur et celle, plus rare, de l'ordre de la Réunion. Huile sur toile de Louis-Marie Siccardi, 1811.

Le casque d'officier des dragons de la Garde, bien que semblable à celui de la troupe, s'en distingue par une plus grande richesse et quelques finitions plus abouties. La bombe, à la forme très inclinée vers l'arrière, est recouverte au niveau du turban par une peau de panthère véritable. La visière, à l'angle très prononcé vers le bas, sera parfois complétée vers la fin de l'Empire par un couvre-nuque. Les jugulaires à écailles sont doublées de velours entre le métal et le cuir, et se terminent par un cordonnet duquel pend de chaque côté un gland d'or. Le plumet fixé devant la rosace gauche est en plumes de vautour rouges, blanches voire rouges et blanches selon le grade du propriétaire. Le cimier bénéficie, lui, de finitions de meilleure qualité que sur le casque de troupe, avec quelques détails ajoutés comme des feuilles de laurier et des motifs floraux. La crinière noire, enfin, tombe plus ou moins en arrière du cimier selon la période.
Les officiers portent essentiellement le même uniforme que les hommes de troupes, les différences se situant au niveau des galons de grade et des distinctions. Ainsi, les boutons, l'aiguillette, les épaulettes ainsi que les grenades des retroussis sont dorés. En outre, le drap de l'habit est plus fin et de meilleure qualité. Le manteau vert, à parements rouges et galons d'or, remplace la capote de troupe. Les officiers disposent aussi d'une redingote verte complétée par les épaulettes et l'aiguillette. Le bonnet de police en drap vert est entièrement passementé d'or — galon, soutaches, gland et grenade.
Sur l'uniforme des sous-officiers, les galons et les chevrons sont dorés, et pendant un certain temps, deux modèles de contre-épaulettes et d'aiguillette sont en vigueur, mêlant laine rouge et laine or à des proportions différentes selon le grade et la fonction occupée. À partir de 1811, il ne subsiste qu'un seul modèle d'aiguillette réglementaire. Le petit uniforme comprend une redingote verte, portée avec les contre-épaulettes, l'aiguillette et les distinctions de grade.

## Équipement et harnachement

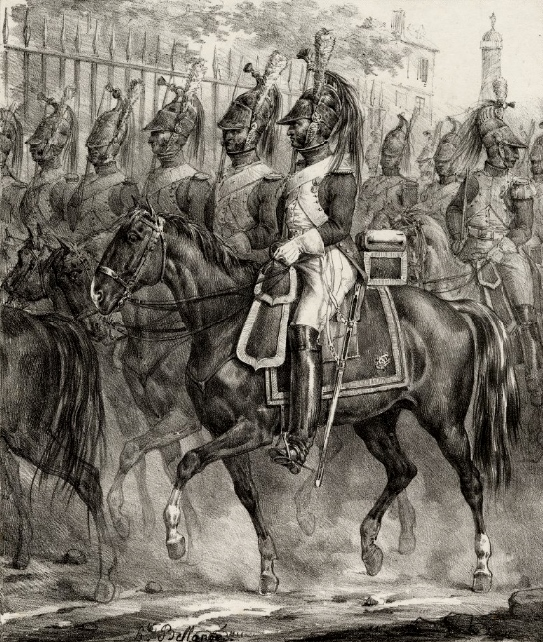
Dragons de la Garde impériale à la parade. Les chaperons à deux étages terminés en accolade indiquent une date antérieure à 1808. Lithographie de Godefroy Engelmann d'après Hippolyte Bellangé.

La giberne en cuir des dragons est ornée d'une plaque en cuivre en forme de losange, elle-même décorée d'un écu surmonté d'une couronne. Elle est maintenue par une banderole en buffle blanc dotée d'une boucle en cuivre et terminée de même. S'ajoute également le ceinturon blanc, estampé d'une plaque arborant le même motif que la plaque de giberne, auquel se fixent le porte-baïonnette et les bretelles de sabre. Quant au harnachement, il comprend une selle en cuir et une housse en drap vert à double galon aurore, ornée sur les coins postérieurs d'une couronne de même couleur. Sur le devant, deux chaperons découpés en pointe couvrent les fontes puis, à partir de 1808, trois chaperons à double galon aurore. L'ensemble est complété par un portemanteau vert lui aussi à double galon en laine. L'existence d'effets de harnachement pour la petite tenue n'est pas prouvée.
Pour le harnachement de grande tenue des trompettes, la housse bleu de ciel galonnée d'or se substitue à la housse verte et inclut également la suppression du portemanteau. Une planche d'un trompette des dragons de la Garde présente dans le « manuscrit de Otto de Bade » donne la distinctive argent pour l'ensemble du galonnage, ce que Vincent Bourgeot juge peu probable, de même que le passepoil écarlate dont il remarque qu'« aucune preuve tangible ne vient confirmer cette subtilité ». En petite tenue, les galons sont aurores. Le timbalier dispose quant à lui d'une selle vraisemblablement de style arabe, favorisant l'équilibre du cavalier, et d'une chabraque richement décorée à l'image du reste de la tenue.

## Armement
À la formation du corps en 1806, les dragons conservent un temps leur sabre réglementaire an XI utilisé dans la ligne, avant que l'administration se décide à leur octroyer le sabre plus prestigieux des grenadiers à cheval de la Garde. De l'avis de Michel Pétard, ce sabre est « remarquable par sa tenue esthétique, et redoutable par son maniement qui en fait une arme parfaitement efficace face à l'adversaire ». Le modèle est celui de 1802, caractérisé notamment par une lame dite « à la Montmorency » avec une légère courbure. La garde est décorée d'une grenade ; quant au fourreau, il est en bois doublé de cuir, lui-même garni de laiton. En juin 1808, un troisième modèle fait son apparition mais il ne diffère de ses prédécesseurs qu'au niveau des bracelets et ouvertures sur le côté du fourreau. Au retour de la monarchie en 1815, les dragons, de même que les grenadiers à cheval, continuent de porter leur ancienne arme au sein de la nouvelle Garde royale.
Les dragons de la Garde sont également dotés du fusil modèle 1777 modifié an IX en vigueur chez leurs homologues de la ligne. Équipé d'une baïonnette classique, il se distingue par des finitions plus abouties qu'à l'ordinaire qui sont l'une des marques de fabrique de la manufacture de Versailles. Plus tard, il est adjoint à leur fourniment un couvre-platine en cuir noir destiné à protéger la platine du fusil : commandé en décembre 1812 à Kling, le chef sellier, il est distribué aux soldats dès l'année suivante à hauteur de 1 000 exemplaires. Chaque homme du régiment est en outre pourvu d'une paire de pistolets modèle an IX et an XIII. Le premier est fabriqué par la manufacture de Charleville et est long de 33 cm tandis que le second, long de 35 cm, est fourni par la manufacture de Saint-Étienne.

## Chevaux
Le décret de création du régiment stipule que les dragons de la Garde doivent monter des chevaux noirs. Toutefois, le maréchal Bessières veillant à ce que ces derniers soient strictement réservés aux grenadiers à cheval, l'administration doit se rabattre sur des montures baies et alezanes. Seuls sont admis les chevaux hongres, de taille comprise entre 1,52 m et 1,55 m et âgés d'entre quatre et six ans. La remonte s'effectue dans les régions d'élevage ou par l'intermédiaire d'établissements privés. Pourtant, le procédé s'avère difficile dès les premiers mois d'existence de l'unité. Alors qu'en juillet 1806, Bessières conseille à Arrighi de hâter l'achat des chevaux tout en l'invitant à ce que « cela ne dépasse point le prix des chevaux des chasseurs et des grenadiers à cheval », le colonel constate qu'il ne peut espérer recevoir les montures avant décembre : « les fermiers faisant leurs semences ne veulent, à quelque prix que ce soit, livrer leurs chevaux avant le 15 du mois prochain » écrit-il à son supérieur le 1er novembre. À la même époque, détachement par détachement, le régiment se met en marche vers l'Allemagne. Pour assurer leur remonte, Napoléon trie sur le volet les chevaux pris à l'armée prussienne lors de la récente campagne de 1806. Le premier contingent, fort de 200 hommes, se voit ainsi attribuer les montures des gendarmes du roi de Prusse tandis que 400 bêtes sont dirigées sur le dépôt de cavalerie de Potsdam pour être mises à la disposition des dragons de la Garde.